# Borde divergente

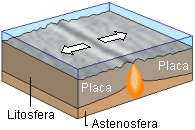
Estructura de un borde divergente.

En tectónica de placas un borde divergente es el límite entre dos placas litosféricas contiguas  que  se separan. Conforme las placas divergen, nuevo material asciende por procesos magmáticos desde el manto terrestre, creándose nueva litosfera, por lo que también recibe el nombre de borde constructivo.
Los bordes divergentes más activos son los responsables de las dorsales mediooceánicas, donde el eje del rift mediooceánico marca el límite entre las placas contiguas, y es donde se forma nueva corteza oceánica que se incorpora simétricamente a cada una de ellas. La extensión que ocurre en el rift produce fallas normales o extensivas, que delimitan escalones y grabens o fosas tectónicas paralelos a la dirección de la dorsal.
Al igual que los bordes convergentes, los bordes divergentes están asociados a actividad volcánica y sísmica. En las dorsales se produce la mayor parte del vulcanismo terrestre y la mayor parte de la lava que se vierte desde la astenosfera, pero es un vulcanismo de tipo fluido que permanece además oculto bajo el océano. Los terremotos ocurren en asociación con las fallas normales recientes que definen el rift, y también con las fallas transformantes, de las que las zonas que constituyen límite de placa están, en su mayor parte, en las propias dorsales, y son la sede de los seísmos de mayor magnitud que ocurren en el océano.
Además de límites divergentes, existen otros dos tipos de límites de placas: los convergentes o subducción y los pasivos.